# Umar Patek
Umar Patek (né en 1970), est un Indonésien membre de l'organisation terroriste Jemaah Islamiyah.  En juin 2012, il est condamné à 20 ans de réclusion pour sa participation dans les attentats de Bali qui ont fait 202 morts et dans des attaques contre des églises chrétiennes à la veille de Noël 2000. 
Malgré les protestations du gouvernement australien, il bénéficie d'une libération anticipée par la justice indonésienne le 7 décembre 2022, après avoir suivi un programme de déradicalisation.

## Attentats
Il est mis en cause dans les attentats du 24 décembre 2000 en Indonésie et les attentats de Bali du 12 octobre 2002 qui font l'objet d'un procès. Le bilan est de 18 morts pour le premier et 202 morts pour le deuxième.   

## Capture et condamnation
Il était recherché par les États-Unis, l'Australie et l'Indonésie pour ses activités terroristes. Le Rewards for Justice offrait 1 million de dollars pour toute information permettant sa capture.   
Patek a été arrêté par des agents de la sécurité pakistanais à Abbottabad le 25 janvier 2011,. D'après des officiels indonésiens, Patek aurait confié avoir joué un rôle clé dans les attentats de Bali ainsi que pour d'autres attentats la veille de noël 2000. Ansyaad Mbai, le directeur de l'anti-terrorisme indonésien, a ajouté que Patek avait "aidé les autorités pour l'arrestation de Ben Laden. Il est condamné à 20 ans de prison le 21 juin 2012 par le tribunal de Jakarta-Est en Indonésie.   

## Libération
Malgré la condamnation à 20 ans de prison, il est libéré le mercredi 7 décembre 2022 après 11 ans d'emprisonnement. Le mardi 3 juin 2025, il lance sa marque de café dans son bar à Surabaya. Cela provoque la controverse et relance le débat de la réinsertion des anciens terroristes.  